# Christian Ditlev Reventlow (1748–1827)
Christian Ditlev Frederick, hrabia Reventlow (ur. 11 marca 1748, zm. 11 października 1827) – duński polityk i reformator ustrojowy, syn doradcy królewskiego Christiana Ditleva Reventlowa.

## Życiorys
Był człowiekiem doskonale wykształconym. Studiował w Sorø i Lipsku. Po zakończeniu nauki razem z młodszym bratem (Johan Ludvig Reventlow (1751–1801)) i znanym saskim ekonomistą Carlem Wendtem (1731–1815) wyruszył w Grand Tour przez Niemcy, Szwajcarię, Francję i Anglię, by badać społeczne i rolne warunki w tych krajach. Odwiedził też Szwecję i Norwegię, by dowiedzieć się nieco o górnictwie i metalurgii. Gdy w roku 1770 powrócił do Danii, był już niekwestionowanym autorytetem w interesujących go dziedzinach.
W roku 1774 zajął wysokie stanowisko w radzie handlowej królestwa Kammerkollegiet, a następnie w departamencie kopalni. Najwyższe zaszczyty przyszły, gdy ultra-konserwatywne ministerstwo, które dotąd prowadził Ove Høegh-Guldberg, otrzymało dymisję (14 IV 1784) i władzę przejął Andreas Peter Bernstorff, mąż stanu, którego Reventlow darzył najwyższą estymą.
Reventlow był żywo zainteresowany problemem ulżenia doli chłopów.
Był odznaczony Orderem Słonia w 1803 oraz Krzyżem Wielkim i Odznaką Honorową Orderu Danebroga.